# Pere Reig i Fiol
Pere Reig i Fiol fou un autor català de teatre, estrenà amb cert èxit obres al Teatre Romea a la dècada dels anys 1890. El 1914 va afiliar-se al Centre Excursionista de Catalunya.
Esquela publicada a La Vanguardia de 12 febrer de 1924, pág 004. Son la mateixa persona ?

## Obres
- Home a l'Aygua. Comèdia en un acte. Escrita en prosa. Estrenada en lo Teatro Catalá (Romea) amb èxit la nit del 21 de maig de 1895, protagonitzada per Hermenegildo Goula i Adela Clemente[2][3]
- Entrar per la finestra: comedia en prosa en un acte.  Lo Teatro Regional, 1896.[Enllaç no actiu]
- Las bodas de plata o lo geni del mal (1998)[4]
- Faixa ó Caixa  (1897) «estrenada ab satisfactor èxit en lo Teotro Català instal·lat en lo de Romea»[5]
- Lo baster de Santa Pau (1893) Drama en tres actes.[6]
- La serp de la gelosia. Drama en tres actes y en vers.
- L'abim. Drama en tres actes.
- Joc per Taula. Joguet en un acte.
- Ella i ell en lo Parch. (1894) Diàleg.[7]
- Qui oli remena... Sainet en un acte.
- Faixa o caixa ~ comèdia en un acte, en prosa.  Barcelona: Lo Teatro Regional, 1897.